# Colin Davis (coureur)
Colin Charles Houghton Davis (Marylebone, Londen, 29 juli 1933 – 22 december 2012) was een autocoureur uit Engeland. Hij reed twee Formule 1-races, de Grand Prix van Frankrijk en de Grand Prix van Italië in 1959 voor het team Scuderia Centro Sud. In Frankrijk wist hij niet aan de finish te komen en in Italië kwam hij als elfde over de streep. Hij is de zoon van Le Mans-winnaar Sammy Davis.
In 1964 won hij samen met Antonio Pucci in een Porsche 904 GTS de Targa Florio.